# Valanga rouxi
Valanga rouxi är en insektsart som beskrevs av Willemse, C. 1923. Valanga rouxi ingår i släktet Valanga och familjen gräshoppor. Inga underarter finns listade i Catalogue of Life.